# Atif Hadžikadić
Atif Hadžikadić (Derventa, 1884. – svibnja 1945.), hrvatski političar iz BiH, dužnosnik NDH, prosvjetni djelatnik

## Životopis
Rođen u Derventi 1884. godine. U Beču studirao i doktorirao na Filozofskom fakultetu. Još kao student opredijelio se za prohrvatsku struju među muslimanskim intelektualcima (kao član Akademskog društva “Svijest”).
Zaposlio se na mjestu profesora u tuzlanskoj gimnaziji. U Sarajevu bio inspektor pri upravi Drinske banovine te u Ministarstvu trgovine i industrije. Među osnivačima i najistaknutijim pripadnicima Jugoslavenske muslimanske organizacije, najjače bh. muslimanske međuratne političke stranke. Narodni zastupnik u više navrata. Potpredsjednik zastupničkog kluba JMO. Član osnivačkog odbora muslimanskog kulturno-prosvjetnog društva “Narodna uzdanica”, u čijem se radu isticao. Postao i predsjednik Narodne uzdanice. 
Prema krajih 1930-tih oporba stranačkom kolegi Mehmedu Spahi zato što je Spaho koalirao s radikalima. 
Dužnosnik u NDH.
Po proglašenju hrvatske države travnja 1941. bio dio političke akcije koju su poveli pristaše Muslimanske organizacije Hakije Hadžića te s njima povezani katolički zagovornici ulaska BiH u sastav NDH. Po primitku vijesti o proglašenju, spontano je utemeljen i "tajni akcijski odbor Hrvata nacionalista" u koji su ušli Hakija Hadžić i Atif Hadžikadić, a od katolika Filip Premužić, Božidar Bralo i Josip Zubić. Došli su u dodir s njemačkim vojnim vlastima i uputili im da se omogući uspostava veze sa Zagrebom. S njemačkim vojnim zapovjednikom sastanak su održali 17. travnja 1941. godine. 
Po proglašenju NDH postavljen je za gradonačelnika Sarajeva. Kao gradonačelnik Sarajeva 2. lipnja 1941. promijenio imena ulicama u Sarajevu. Dužnost je obnašao četiri mjeseca, nakon čega je smijenjen. Nova dužnost koju je obnašao je ravnatelj Trgovačke akademije u Sarajevu. Dužnost obnašao do proljeća 1945. godine. Pisao za Osvit. (Prva veza Sarajeva sa Zagrebom u Nezavisnoj Državi Hrvatskoj. Osvit, 1(1942) 7, str. 11–12.) Predratni radikali u partizanima i konvertirani četnici nisu mu prešli preko sudjelovanja u vlasti NDH. Malo po preuzimanja vlasti u gradu Sarajevu, svibnja 1945. godine Hadžikadića su izveli pred vojni sud i po kratkom postupku osudili na smrt i pogubili.

## Vanjske poveznice
- Hrvatsko-bošnjački savez[neaktivna poveznica] Životopisi: Atih Hadžikadić